# Enrique Flamini
Enrique Domingo Flamini (Rosario, Argentina, 17 de abril de 1917-Roma, Italia, 11 de enero de 1982), conocido en Italia como Enrico Flamini, fue un jugador, entrenador de fútbol y dirigente deportivo italoargentino. En su etapa como jugador profesional se desempeñaba como centrocampista o delantero.

## Selección nacional
Fue internacional con la selección B de Italia en una ocasión.

## Clubes

### Como jugador
| Club                      | País      | Año       |
| ------------------------- | --------- | --------- |
| Racing Club               | Argentina | 1938      |
| → Talleres (RdE) (cedido) | Argentina | 1938      |
| Lazio                     | Italia    | 1939-1943 |
| Peñarol                   | Uruguay   | 1944      |
| Cruzeiro-RS               | Brasil    | 1944-1945 |
| Lazio                     | Italia    | 1946-1952 |
| Reggiana                  | Italia    | 1952-1953 |
| Lazio                     | Italia    | 1953-1954 |
| Terracina                 | Italia    | 1954-1955 |

### Como entrenador
| Club              | País   | Año       |
| ----------------- | ------ | --------- |
| Lazio (juveniles) | Italia | 1958-1960 |
| Lazio             | Italia | 1960-1961 |
| Lazio             | Italia | 1961      |
| Lazio (asistente) | Italia | 1961-1962 |
| Lazio (juveniles) | Italia | 1962-1972 |
| Lazio (asistente) | Italia | 1971      |